# Spelmannen
Tidningen Expressens kulturpris Spelmannen är ett musikpris som delas ut av kulturredaktionen årligen sedan 1957. Statyetten Spelmannen i brons skulpterades ursprungligen av konstnären Sven Lundqvist.

## Pristagare
- 1957 – Sven-Erik Bäck[1]
- 1958 – Sixten Ehrling och Göran Gentele[1]
- 1959 – Karl-Birger Blomdahl[1]
- 1960 – Gösta Nystroem[1]
- 1961 – Eric Ericson[1]
- 1962 – Matts Arnberg[1]
- 1963 – Allan Pettersson[1]
- 1964 – Herbert Blomstedt[1]
- 1965 – Nils L. Wallin[1]
- 1966 – Folke Abenius[1]
- 1967 – Ingvar Lidholm[1]
- 1968 – Stockholms Filharmoniska Orkester[1]
- 1969 – Jan Johansson[1]
- 1970 – Cornelis Vreeswijk[1]
- 1971 – Sten Broman[1]
- 1972 – Evert Taube[1]
- 1973 – Lars Gullin[1]
- 1974 – Arnold Östman[1]
- 1975 – Hilding Rosenberg[1]
- 1976 – Frans Helmerson[1]
- 1977 – Marie Selander[1]
- 1978 – Freskkvartetten[1]
- 1979 – Erik Sædén och Monica Zetterlund[1]
- 1980 – Olle Adolphson[1]
- 1981 – Sven-David Sandström[1]
- 1982 – Abba[1]
- 1983 – Eric Sahlström och Jan Ling[1]
- 1984 – Monica och Carl-Axel Dominique[1]
- 1985 – Gotlandskvartetten och Kroumata[1]
- 1986 – Anders Eliasson[1]
- 1987 – Gert Palmcrantz och Povel Ramel[1]
- 1988 – Nils-Erik Sparf och Elisabeth Erikson[1]
- 1989 – Snyko (Stockholms nya kammarorkester)[1]
- 1990 – Kjell Alinge[1]
- 1991 – Norrlandsoperan[1]
- 1992 – Svante Thuresson[1]
- 1993 – Anders Hillborg[1]
- 1994 – Leif Segerstam[1]
- 1995 – Musica Vitae[1]
- 1996 – Karin Rehnqvist[1]
- 1997 – Anne Sofie von Otter[1]
- 1998 – Hans Gefors och Bob Hund[1]
- 1999 – Freddie Wadling[1]
- 2000 – Helen Jahren[1]
- 2001 – Mats Gustafsson[1]
- 2002 – Fläskkvartetten[1]
- 2003 – Georg Riedel
- 2004 – Paula af Malmborg Ward
- 2005 – Svenska Kammarorkestern[2]
- 2006 – Nina Stemme[2]
- 2007 – Salem Al Fakir[2]
- 2008 – Maria Lindal[2]
- 2009 – The Knife[2]
- 2010 – Helen Sjöholm[2]
- 2011 – Åke Holmquist[3]
- 2012 – Charlotte Engelkes
- 2013 – Edda Magnason
- 2014 – Malena Ernman[4]
- 2015 – Håkan Hellström[5]
- 2016 – Victoria Borisova-Ollas[6]
- 2017 – Lena Willemark
- 2018 – Sven-Bertil Taube[7]
- 2019 – Peter Mattei[8]
- 2020 – Laleh[9]
- 2021 – Tensta Gospel Choir
- 2022 – David Ritschard
- 2023 – Johan Dalene[10]
- 2024 – Kent[11]